# Seznam ruskih astronomov
Seznam ruskih astronomov.

## A
- Viktor Kuzmič Abalakin (1930 – 2018)
- Tateos Artemjevič Agekjan (1913 –  2006) (Armenec)
- Vladimir Aleksandrovič Albicki (1891 – 1952)
- Viktor Amazaspovič Ambarcumjan (1908 – 1996) (Armenec)

## B
- Johan Oskar Backlund /Oskar Andrejevič Baklund (1846 – 1916)(švedsko-ruski)
- Anatolij Baharev (1918 – 1979)
- Nikolaj Pavlovič Barabašov (1894 – 1971)
- Sergej Ivanovič Beljavski (1883 – 1953)
- Igor Vladimirovič Belkovič (1904 – 1949)
- Aristarh Apolonovič Belopolski (1854 – 1934)
- Sergej Nikolajevič Blažko (1870 – 1956)
- Nikolaj Fjodorovič Bobrovnikov (1896 – 1988)
- Genadij Vladimirovič Borisov (1962 –)
- Fjodor Aleksandrovič Bredihin (1831 – 1904)
- Bella Aleksejevna Burnaševa (1944 –)
- Marina S. Butuzova

## C
- Nikolaj Vladimirovič Cimmerman (1890 – 1942)

## Č
- Gleb Aleksandrovič Čebotarjov (1913 – 1975)
- Ljudmila Ivanovna Černih (1935 – 2017)
- Nikolaj Stepanovič Černih (1931 – 2004)
- Aleksandr I. Čiževski (1897 – 1964)?
- Klim Ivanovič Čurjumov (1937 – 2016)

## D
- Aleksander Nikolajevič Deutsch/ Dejč (1899 – 1986)
- Nikolaj Ivanovič Dneprovski (1887 – 1944)
- Eduard Mihajlovič Drobiševski (1936 – 2012) (astrofizik)
- Aleksander D. Dubjago (1903 – 1959)
- Dmitrij I. Dubjago (1850 – 1918)

## F
- Vasilij Grigorjevič Fesenkov (1889 – 1972)
- Kiril Pavlovič Florenski (1915 – 1982)

## G
- Gorelik
- Mark A. Gorbačev
- Gorjačev
- Lev Emanujilovič Gurevič (1904 – 1990)

## H
- Semjon Emanujilovič Hajkin (1901 – 1968)

## I
- Nazar Robertovič Ihsanov (Jihsanov?)
- Pjotr Borisovič Inohodcev (1742—1806)
- Aleksander Aleksandrovič Ivanov (1867 – 1939)

## K
- Naum Lvovič Kajdanovski (1907 – 2010)
- Samuil Aronovič Kaplan (1921 – 1978) ?
- Ljudmila Georgijevna Karačkina (1948 –) (Ukrajina)
- Nikolaj Semjonovič Kardašov (1932 – 2019)
- Irina S. Knjazeva
- Sergej Konstantinovič Kostinski (1867 – 1936)
- Vladimir Aleksandrovich Kotelnikov (1908 – 2005) (elektronik/informatik)
- Sergej Vladilenovič Krasnikov (1961 –)
- Vladimir Aleksejevič Krat (1911 – 1983)
- Grigorij Kuzmin (1917 – 1988) (Estonija)

## L
- Anders Johan Lexell (1740 – 1784) (švedsko-ruski)
- Jurij Naumovič Lipski (1909 – 1978)
- Mihail Vasiljevič Ljapunov (1820 – 1868)
- Mihail Vasiljevič Lomonosov (1711 – 1765)

## M
- Nikolaj Makarenko
- Dimitrij Dimitrijevič Maksutov (1896 – 1964)
- Aleksander Aleksandrovič Mihajlov (1888 – 1983)
- Nikolaj Dmitrijevič Mojsejev (1902 – 1955)

## N
- Jurij Anatoljevič Nagovicin
- Sergej Nazarov
- Grigorij Nikolajevič Neujmin (1886 – 1946)
- Genadij Nikolski (1929 – 1982)
- Igor Dimitrijevič Novikov (1935 –)
- Boris Vasiljevič Numerov (1891 – 1941)
- Pavel Petrovič Parenago (1906 – 1960)
- Jurij Nikolajevič Parijski (1932 –)
- Nikolaj Nikolajevič Parijski (1900 – 1996)
- Jevgenij Jakovljevič Perepjolkin (1906 – 1940)
- Ilijodor Ivanovič Pomerancev (1847 – 1921)

## O
- Maija Borisovna Ogir (1933 – 1991)
- Sergej Vladimirovič Orlov (1880 – 1958)

## P
- Nikolaj Dmitrijevič Papaleksi (1880 – 1947)
- Jurij Nikolajevič Parijski (1932 – 2021)
- Nikolaj Nikolajevič Parijski (1900 – 1996)
- Konstantin Pokrovski (1868 – 1944)

## R
- Alla Rostopčina-Šahovskaja (Romanova)
- Stepan Jakovljevič Rumovski (1734—1812)

## S
- Andrej Borisovič Severni (1913 – 1987)
- Ivan Mihajlovič Simonov (1794 – 1855)
- Mihail Aleksandrovič (Miša) Smirnov (1954 – 2006)
- Tamara Mihajlovna Smirnova (1918 – 2001)
- Viktor Viktorovič Soboljev (1915 – 1999)
- Aleksander Vladimirovič Stepanov (1944 –) (astrofizik)
- Friedrich Georg Wilhelm von Struve (Vasilij Jakovljevič Struve) (1793 – 1864)
- Karl Hermann Struve (1854 – 1920)
- Ljudvig Ottovič Struve (Gustav Wilhelm Ludwig Struve) (1858 – 1920)
- Otto Vasiljevič Struve (Otto Wilhelm von Struve) (1819 – 1905)
- Rašid Alijevič Sjunjajev (1943 –)

## Š
- Grigorij Abramovič Šajn (1892 – 1956)
- Pelageja Fjodorovna Šajn (1894 – 1956)
- Viktor Šarkov (1935 –)
- Tigran Aramovič Šmaonov
- Otto Juljevič Šmidt (1891 – 1956)
- Pavel Karlovič Šternberg (1865 – 1920)
- Nikolaj Štešenko

## T
- Kiril Nikolajevič Tavastšerna (1921 – 1982)
- Gavril Andrianovič Tihov (1875 – 1960)

## V
- Alexander N. Visotski (1888 – 1973)
- Viktor Vitoldovič Vitkevič (1917 – 1972)
- Boris Aleksandrovič Voroncov-Veljaminov (1904 – 1994)

## Z
- Georgij Timofejevič Zacepin (1917 – 2010) (astrofizik)
- Jakov Borisovič Zeldovič (1914 – 1987)
- Feliks Jurjevič Zigel (1920 – 1988)

## Ž
- Aleksander Markelovič Ždanov (1858 – 1914)
- Venjamin Pavlovič Žehovski (1881 – 1953/1975?) (rusko-francoski)
- Marina (Ljudmila Vasiljevna) Žuravljova (1946 –) (Ukrajina)